# Mocoti
Mocoti är en bergskedja i Angola.   Den ligger i provinsen Huíla, i den centrala delen av landet, 700 kilometer söder om huvudstaden Luanda.
I omgivningarna runt Mocoti växer huvudsakligen savannskog. Runt Mocoti är det glesbefolkat, med 16 invånare per kvadratkilometer.